# To Russia with Love and Other Savage Amusements
To Russia With Love And Other Savage Amusement е музикално видео, съдържащо видео изяви от общо десет концерта проведени от 17 до 25 април 1988 г. в Ленинград, СССР на германската рок група „Скорпиънс“, издадено през 1988 г. Записите са направени по време на първото историческо турне на „Скорпиънс“ в СССР; събрани са някои от най-популярните песни по това време на групата. Турнето им за представянето на албума Savage Amusement започва именно в СССР. Също като предшественикът си World Wide Live, To Russia With Love And Other Savage Amusement придобива „златен“ статус в САЩ.
| „           | Нашите родители дойдоха с танкове, ние идваме с китарите си! | “ |
| Клаус Майне |                                                              |   |

В Съединените американски щати за седмицата на 15 април 1989 г. To Russia With Love And Other Savage Amusement достига позиция №9 „Топ Мюзик Видеокасетс“ на списание „Билборд“. Няколко седмици по-късно, на 9 май 1989 г. Асоциацията на звукозаписната индустрия в Америка му присъжда „златен“ сертификат за продадени 50 000 бройки.

## Списък с песните
1. Blackout
2. Rhythm of Love
3. Holiday
4. Believe in Love
5. The Zoo
6. Walking On The Edge
7. Long Tall Sally
8. Don‘t Stop At The Top
9. Rock You Like a Hurricane
10. Media Overkill
11. Passion Rules the Game
12. We Let It Rock, You Let It Roll

## Музиканти
- Клаус Майне – вокали
- Рудолф Шенкер – китари, вокали
- Матиас Ябс – китари
- Франсис Буххолц -бас
- Херман Раребел – барабани

## Позиция в класациите
| Класация                                | Най-висока позиция | Източник |         |
| 1989 г.                                 | 1989 г.            | 1989 г.  | 1989 г. |
| --------------------------------------- | ------------------ | -------- | ------- |
| САЩ („„Билборд“ Топ Мюзик Видеокасетс“) | 9                  | [ 4 ]    |         |

## Сертификати
| Държава | Сертифициращ орган                              | Сертификат | Сертифицирани продажби | Източник |
| ------- | ----------------------------------------------- | ---------- | ---------------------- | -------- |
| САЩ     | Асоциация на звукозаписната индустрия в Америка | Златен     | 50 000                 | [ 5 ]    |